# استفان برویه
استفان برویه (فرانسوی: Stéphane Bruey‎؛ ۱ دسامبر ۱۹۳۲ – ۳۱ اوت ۲۰۰۵) بازیکن فوتبال اهل فرانسه بود.
از باشگاه‌هایی که در آن بازی کرده‌است می‌توان به باشگاه فوتبال موناکو، باشگاه فوتبال المپیک لیون، و باشگاه فوتبال آنژه اشاره کرد.
وی همچنین در تیم ملی فوتبال فرانسه بازی کرده‌است.